# Niwa Zagórska
Niwa Zagórska – część wsi Zagórze w Polsce, położona w województwie łódzkim, w powiecie radomszczańskim, w gminie Wielgomłyny, wchodzi w skład sołectwa Zagórze.
W latach 1975–1998 Niwa Zagórska należała administracyjnie do województwa piotrkowskiego.